# اسید لاکتیک

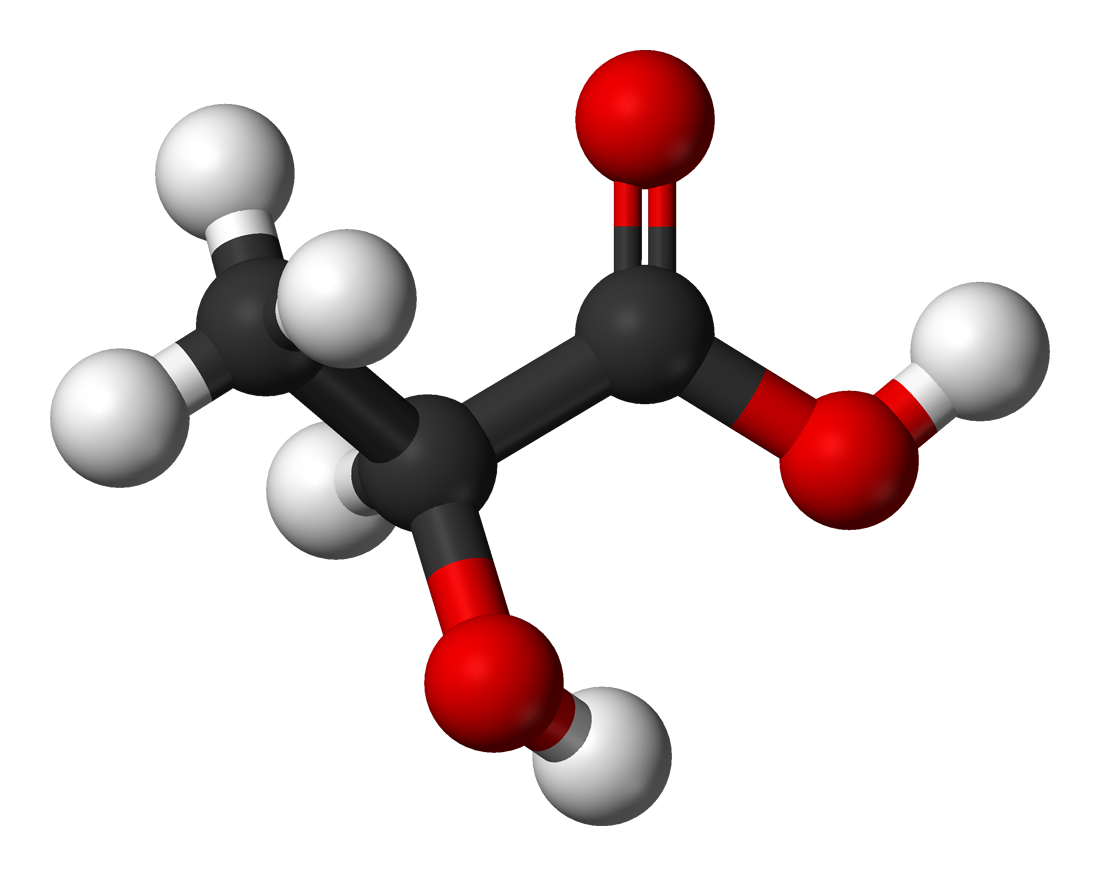
اسید لاکتیک؛ یکی از فراورده‌های دگرگشت یاخته‌های در بسیاری از اندامگان است.

اسید لاکتیک (به انگلیسی: Lactic acid) یک آلفاهیدروکسی اسید دست‌سان (کایرال) است که یکی از فراورده‌های دگرگشت قندها در یاخته‌های انسان بوده و فرمول شیمیایی آن «C3H6O3» است. در pH بدن، اسید لاکتیک به شکل یونی آن یعنی لاکتات (C3H5O3-) وجود دارد. ازدیاد بیش از اندازه این ترکیب در یاخته‌های ماهیچه‌ای سبب گرفتگی و درد ماهیچه‌ها می‌شود.

## مسیرهای سوخت و ساز
اسید لاکتیک در بدن انسان به عنوان یکی از فراورده‌های جانبی قندکافت، در صورت کمبود اکسیژن‌رسانی به بدن، ایجاد می‌گردد. هیدروکسی اسیدها گروهی از اسیدهای کربوکسیلیک هستند که یک گروه عاملی هیدروکسیل به آنها افزوده شده‌است. گلیکولیز در مواجهه با گلوکز طی ده مرحله واکنش آنزیمی صورت می‌گیرد که در آخرین مرحله در صورت شرایط غیر هوازی با احیا شدن پیرووات، لاکتات تولید می‌گردد.
لاکتات و مواد غیرقندی دیگر همانند گلیسرول و پیرووات می‌توانند به گلوکز تبدیل شوند که به این عمل در بدن گلوکونئوژنز می‌گویند.
اسید لاکتیک نقش بی هوازی دارد

## تاریخچه
اسید لاکتیک برای نخستین بار توسط کارل ویلهلم شیمیدان سوئدی در سال ۱۷۸۰ از شیر ترش جدا شد. نام نشان دهنده شکل ترکیبی لاکتاتی است که از کلمه لاتین برای شیر یاد می‌شود. در سال ۱۸۰۸، یونس یاکوب برسلیوس کشف کرد که اسید لاکتیک (در واقع L-lactate) نیز در طول اعمال بدن در ماهیچه‌ها تولید می‌شود. ساختار اسید لاکتیک توسط یوهانس ویسلیسنوس در سال ۱۸۷۳ تعیین شد.
در سال ۱۸۵۶، لوئی پاستور، لاکتوباسیلوس و نقش آن را در ساخت اسید لاکتیک کشف کرد. سال ۱۸۹۵ داروخانه آلمانی بوهرینگر اینگلهایم شروع به تولید تجاری اسید لاکتیک کرد.
در سال ۲۰۰۶، تولید جهانی اسید لاکتیک به ۲۷۵۰۰۰ تن رسانده شد و میانگین رشد سالیانه آن به میزان ۱۰٪ بود.

## نقش‌های اسید لاکتیک در بدن
اسید لاکتیک تنها یک محصول زائد نیست، بلکه نقش‌های مهمی در بدن ایفا می‌کند. برخی از این نقش‌ها عبارتند از:
- منبع انرژی: اسید لاکتیک می‌تواند به عنوان یک منبع انرژی برای برخی از سلول‌ها، مانند سلول‌های قلبی، استفاده شود.
- تنظیم pH خون: اسید لاکتیک به حفظ تعادل pH خون کمک می‌کند.
- سیگنالینگ سلولی: اسید لاکتیک می‌تواند به عنوان یک سیگنال شیمیایی برای سلول‌ها عمل کرده و برخی از فرآیندهای سلولی را تنظیم کند.
- تولید گلوکز: کبد می‌تواند اسید لاکتیک را به گلوکز تبدیل کند که یک منبع انرژی مهم برای بدن است.[۵]